# Zdeněk Blatný
Zdeněk Blatný (* 14. Januar 1981 in Brno, Tschechoslowakei) ist ein ehemaliger tschechischer Eishockeyspieler, der für die Atlanta Thrashers und die Boston Bruins insgesamt 25 Spiele in der National Hockey League absolvierte.

## Karriere
Zdeněk Blatný begann seine Karriere als Eishockeyspieler in seiner Heimatstadt in der Nachwuchsabteilung des HC Kometa Brno, in der er bis 1998 aktiv war. Anschließend wechselte er in die kanadische Juniorenliga Western Hockey League, in der er für die Seattle Thunderbirds, die ihn beim CHL Import Draft 1998 in der ersten Runde an insgesamt 58. Position gezogen hatten, und Kootenay Ice auflief. Mit Kootenay gewann er in der Saison 1999/2000 den Ed Chynoweth Cup, die Meisterschaft der WHL. Zu diesem Erfolg trug er mit 27 Scorerpunkten in den 21 Playoff-Spielen bei. Mit 17 Torvorlagen war der Flügelspieler der beste Vorlagengeber der gesamten Liga. Zudem wurde er in das zweite All-Star Team der WHL East gewählt. Bereits im NHL Entry Draft 1999 war er in der dritten Runde als insgesamt 68. Spieler von den Atlanta Thrashers ausgewählt worden. Für diese kam er von 2001 bis 2004 allerdings nur sporadisch in der National Hockey League zum Einsatz. Hauptsächlich spielte er für deren Farmteams, die Chicago Wolves in der American Hockey League und die Greenville Grrrowl in der ECHL.
Während des Lockouts in der Saison 2004/05 stand Blatný in Europa bei den Pelicans Lahti aus der finnischen SM-liiga und in seiner tschechischen Heimat beim HC Znojemští Orli aus der Extraliga unter Vertrag. Nach Wiederaufnahme des Spielbetriebs in der NHL unterschrieb der Junioren-Weltmeister von 2001 am 29. September 2005 als Free Agent bei den Boston Bruins. Zwar stand er in fünf Spielen für Boston in der NHL auf dem Eis, jedoch konnte er mit 30 Scorerpunkten in 35 Spielen bei deren AHL-Farmteam Providence Bruins überzeugen. Im Tausch gegen Brian Eklund wurde der Tscheche am 8. Februar 2006 zu den Tampa Bay Lightning transferiert. In den folgenden eineinhalb Jahren spielte er allerdings nur für deren AHL-Farmteam Springfield Falcons. Am 12. Januar 2007 unterschrieb er einen Vertrag bei MODO Hockey aus der schwedischen Elitserien, mit dem er am Ende der Saison 2006/07 die nationale Meisterschaft gewann.
Im Anschluss an diesen Erfolg wechselte der ehemalige NHL-Spieler zu Beginn der Saison 2007/08 zum HC Ambrì-Piotta in die Schweizer National League A. Nachdem er nur zehn Partien für seinen neuen Club bestritten hatte, kehrte er nach Tschechien zurück und lief dort in den folgenden zweieinhalb Spielzeiten für die Bílí Tygři Liberec auf. Im November 2010 erhielt er einen Vertrag bei den Hannover Indians aus der 2. Eishockey-Bundesliga, verließ diesen aber nach wenigen Spielen wieder und absolvierte vier Partien für den HC Košice, ehe er im Januar 2011 vom HC Dukla Trenčín verpflichtet wurde. Zur Saison 2011/12 wechselte er zuerst zu den Grazer 99ers und war dort nach einer Vertragsverlängerung bis März 2012 aktiv, ehe er zu den Vienna Capitals transferierte. Nachdem er dort über ein Jahr lang unter Vertrag stand, wechselte er innerhalb der Liga zu Orli Znojmo, wo er ebenfalls eine ganze Saison absolvierte und auch in den Play-offs vertreten war. Am 10. Oktober 2014 wurde schließlich sein Wechsel nach Dänemark zu den Frederikshavn White Hawks bekanntgegeben. Nachdem der beidseitig vereinbarte Vertrag eine Klausel enthielt, die zur Kündigung des Vertrages innerhalb eines Monats diente, wurde ebendiese Option zur Vertragsauflösung in der ersten Novemberwoche 2014 gewählt. Nachdem einige Tage über einen weiteren Transfer des Tschechen spekuliert wurde, gab der Dornbirner EC am 11. November 2014 die Verpflichtung des 1,87 m großen Flügelspielers bekannt. Bereits am darauffolgenden Wochenende gab der Tscheche sein Debüt beim 3:1-Heimerfolg über den HC Bozen und erzielte dabei auch in Minute 37 den Ausgleich zum 1:1. Nach der Saison 2014/15 erhielt Zdeněk Blatný beim Dornbirner EC keinen Vertrag mehr und beendete daraufhin seine Karriere. In der Spielzeit 2021/22 kehrte er nochmals für 13 Spiele für den VSK Technika Brno in der viertklassigen Krajska hokejova liga auf das Eis zurück.

### International
Für Tschechien nahm Blatný an der U20-Junioren-Weltmeisterschaft 2001 teil. Bei dieser wurde er mit seiner Mannschaft Weltmeister. Zu diesem Erfolg trug er mit fünf Toren und zwei Vorlagen in sieben Spielen bei.

## Erfolge und Auszeichnungen
| - 2000 Ed-Chynoweth-Cup-Gewinn mit Kootenay Ice - 2000 WHL East Second All-Star Team - 2000 Bester Vorlagengeber der WHL-Playoffs | - 2002 Kelly-Cup-Gewinn mit den Greenville Grrrowl - 2007 Schwedischer Meister mit MODO Hockey |

### International
- 2001 Goldmedaille bei der U20-Junioren-Weltmeisterschaft

## Karrierestatistik
(Legende zur Spielerstatistik: Sp oder GP = absolvierte Spiele; T oder G = erzielte Tore; V oder A = erzielte Assists; Pkt oder Pts = erzielte Scorerpunkte; SM oder PIM = erhaltene Strafminuten; +/− = Plus/Minus-Bilanz; PP = erzielte Überzahltore; SH = erzielte Unterzahltore; GW = erzielte Siegtore; 1 Play-downs/Relegation; Kursiv: Statistik nicht vollständig)